# Anita Dolly Panek
Anita Dolly Haubenstock Panek (Cracovia, Polonia, 1 de septiembre de 1930-Cracovia, 27 de marzo de 2024) fue una bioquímica polaco-brasileña. 

## Biografía
Con su familia, emigró al Brasil, a los once años, escapando al holocausto en la Segunda Guerra Mundial. Entre 1942 a 1949, fue educada en el Colegio Bennett, de Río de Janeiro.
En 1954, obtuvo la B.Sc. en Química, y el Ph.D. en 1962. Desarrolló actividades académicas en la Universidade Federal do Rio de Janeiro.
En 1988, demostró que la trehalosa endógena protege las células contra daños causados por el congelamiento.

## Algunas publicaciones
- a.c. Souza, j.f. De Mesquita, a.d. Panek, et al. 2002. Evidence for a modulation of neutral trehalase activity by Ca2+ and cAMP signaling pathways in Saccharomyces cerevisiae. Braz. J. Med. Biol. Res. volumen 35, N.º. 1, pp. 11-16 resumen en línea

- d.n. Peixoto, a.d. Panek. 1999. The involvement of hexokinases in trehalose synthesis. Biochem. Mol. Biol. Int. 47 (5):873-80 resumen en línea

- e.c. Eleutherio, j.t. Silva, a.d Panek. 1998. Identification of an integral membrane 80 kDa protein of Saccharomyces cerevisiae induced in response to dehydration. Cell Stress Chaperones 3 (1):37-43 resumen en línea

- j.f. De Mesquita, v.m. Paschoalin, a.d Panek. 1997a. Modulation of trehalase activity in Saccharomyces cerevisiae by an intrinsic protein. Biochim. Biophys. Acta. 15, 1334 (2-3):233-9 resumen en línea

- r. Cuber, e.c. Eleutherio, m.d. Pereira, a.d. Panek. 1997b. The role of the trehalose transporter during germination. Biochim. Biophys. Acta. 4, 1330 (2):165-71 resumen en línea

- c.l. Paiva, a.d. Panek. 1996. Biotechnological applications of the disaccharide trehalose. Biotechnol. Annu. Rev. 2: 293-314 resumen en línea

- anita dolly Panek. 1955a. Os produtos de hidrólise da proteína ureásica da Soja e da Canavalia ensiformis: cromatografia em papel. Volumen 40 de Boletim do Instituto do Química Agrícola. Editor Instituto do Química Agrícola, 16 pp.

- ----------------------. 1955. Peroxidase no mate. Volumen 39 de Boletim do Instituto do Química Agrícola. Editor Instituto do Química Agrícola, 17 pp.

### Libros
- anita dolly Panek. 2000. Carta aos meus netos: uma autobiografia. Editor Nórdica, 127 pp. ISBN 8570073143

## Honores

### Membresías
- 1986: Academia Brasileña de Ciencias, Río de Janeiro
- 1989: Academia de Ciencias de Latinoamérica, Caracas
- 1989: Third World Academy of Sciences (Academia de ciencias del mundo en vías de desarrollo)[4]

### Galardones
- 1996: Comandante de la Orden Nacional de Mérito Científico de Brasil[5]